# Andrés Larraga
Andrés Larraga (Valtierra, Navarra, 4 de febrero de 1861 - Barcelona, 1931), fue un dibujante y pintor español perteneciente a la primera generación de pintores contemporáneos de Navarra, nacidos entre 1860 y 1890, que incluye a artistas como Javier Ciga Echandi, Ricardo Tejedor Sánchez, Inocencio Carcía Asarta y Nicolás Esparza.

## Biografía
Es hijo de Norberto Larraga y Eufemia Montaner, ambos nacidos en Valtierra, Navarra. Viajó en su adolescencia a Barcelona, evitando así las llamadas a quintos. En Barcelona se formó como pintor en la Escuela de Bellas Artes de Barcelona. En esta escuela fue discípulo de Josep Armet.
Se introdujo en los mecanismos de promoción de arte barcelonés a través de la Sala Perés, que acogió sus primeras obras. En este local expuso en 12 ocasiones entre 1885 y 1922, concentrándose en el intervalo 1885/1900.
En 1885 viajó a París con el mecenazgo de Ferrer i Vidal. En esta ciudad conoció la última exposición impresionista de 1886. En su estancia en París entabló contacto con Santiago Rusiñol y Ramón Casas. No se conoce cuando regresó definitivamente a Barcelona.
En 1890 realizó varios viajes al norte de España para buscar temas para sus cuadros. De este periodo son obras como Bahía de Pasajes, Calle de Oyarzun y Rentería. Aunque realizase visitas periódicas, su relación con Navarra fue escasa. En 1920 participó en la exposición de artes plásticas organizada en Pamplona coincidiendo con el II Congreso de Estudios Vascos.
A excepción de esta exposición y que en 1922 participó en la Exposición Nacional de Bellas Artes de Madrid, su carrera artística se centró en Barcelona. Murió en la ciudad condal en 1931.

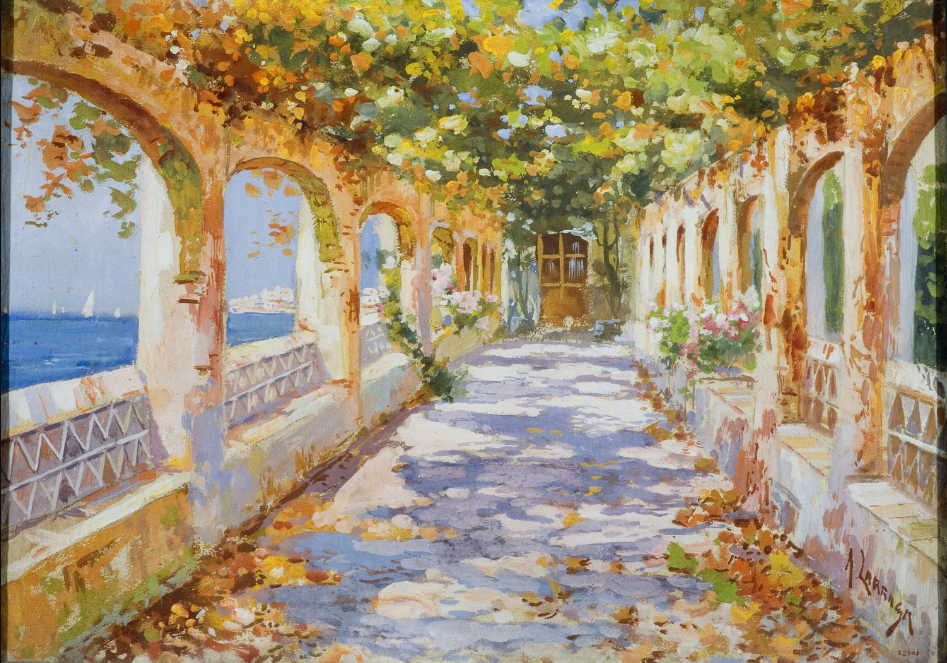
Pérgola de Andrés Larraga

### Legado póstumo
En 1948 la Asociación de Acuarelistas de Barcelona organizó un homenaje. Este consistió en una exposición de 22 obras suyas en la Sala El Jardín.
En 1989 se realizó una exposición monográfica de este autor en el Museo de Navarra con el fin de dar a conocer a “uno de los pintores más relevantes e injustamente desconocidos de la pintura navarra de finales de la pasada centuria y principios de nuestro siglo".

## Temática

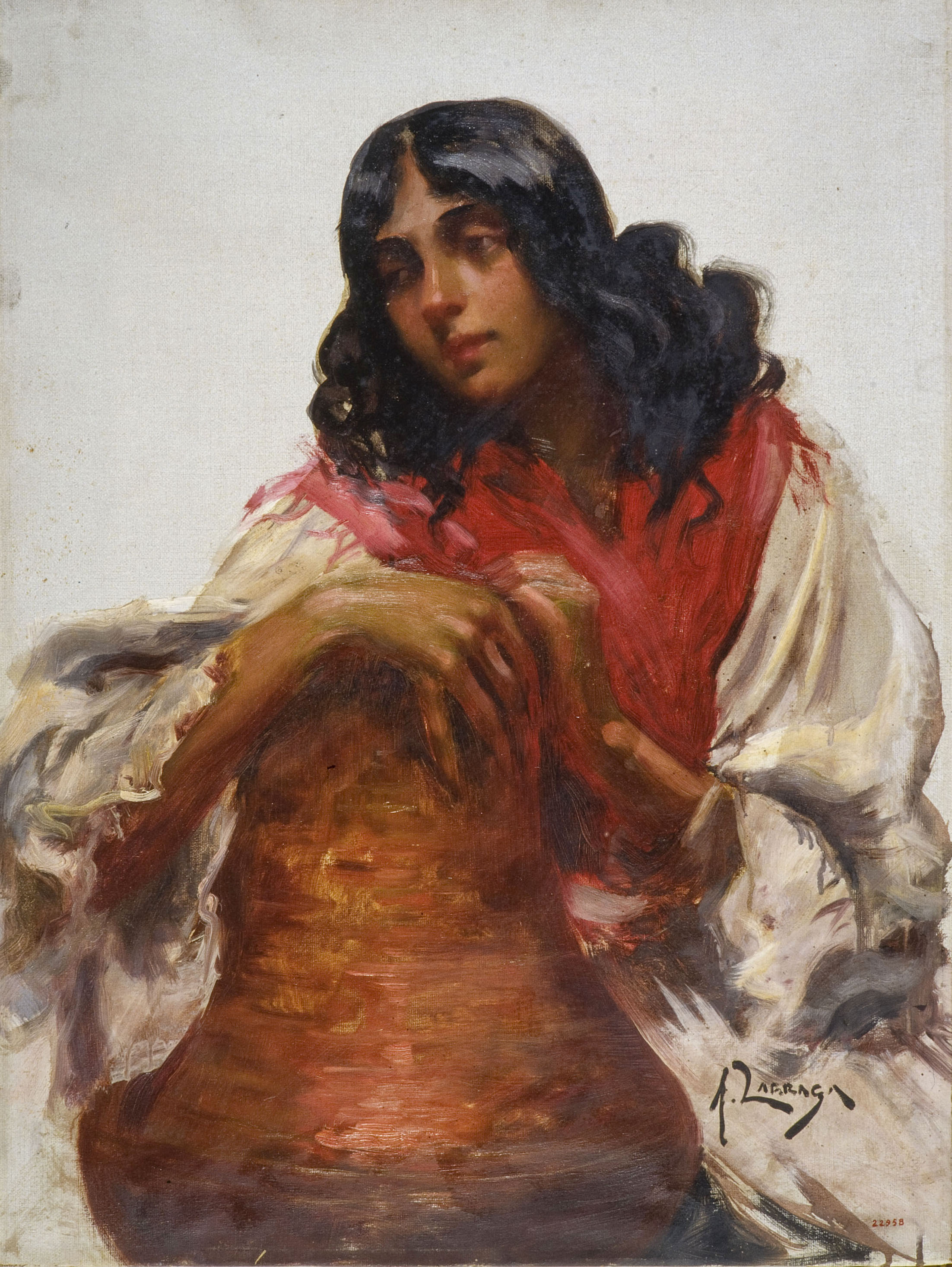
Gitana joven de Andrés Larraga

Por influencia de Josep Armet, Andrés Larraga se especializó en la representación de paisajes. Sus primeras obras tienen una gran influencia de su mentor, aunque posteriormente varían impregnándose de las tendencias pictóricas contemporáneas.
Este autor tiene influencias de varios estilos, pero destaca el realismo, principalmente de la Escuela de Barbizón, y el impresionismo. En sus paisajes se centra en la representación de la luz, buscando captar el momento. También introdujo en sus obras a personas con el fin de humanizar los paisajes.
También se ve en algunas obras de su etapa de madurez, como Alegría que muere o Sacrificio ideas romanticistas. En estas obras representa escenas dramatizadas, dando menos peso a la representación paisajística.
En sus últimos años de pintura, desde 1908, centra sus obras en la representación de mujeres, relegando el paisaje a sus representaciones en acuarela,.Esta técnica tuvo un fuerte recorrido en Cataluña, principalmente por la obra de Josep Tapiró y Baró o Mariano Fortuny.